# The Pinkprint
The Pinkprint è il terzo album in studio della rapper trinidadiana Nicki Minaj, pubblicato il 15 dicembre 2014 dalla Young Money, Cash Money e Republic.
Minaj ha rivestito il ruolo di co-produttore esecutivo del progetto insieme al rapper Lil Wayne e ai fondatori di Cash Money Biddman e Ronald Williams e ha collaborato con un numeroso gruppo di produttori tra cui Boi-1da, Cirkut, Dr. Luke, Mike Will Made It e Polow da Don. Con l'album la rapper prende le distanze dalle sonorità dance pop che hanno caratterizzato il predecessore Pink Friday: Roman Reloaded (2012) in favore di un ritorno all'hip-hop tradizionale degli esordi.
L'album è stato accolto favorevolmente dalla critica specializzata e ha ottenuto una candidatura ai Grammy Awards 2016 nella categoria di miglior album rap. È stato promosso attraverso la pubblicazione di sette singoli ufficiali e un tour musicale con date in Europa, Nord America ed Emirati Arabi nel corso di tutto il 2015.

## Antefatti
Nel 2013 la cantante ha affermato di voler iniziare a produrre il materiale per il prossimo progetto che avrebbe voluto pubblicare l'anno seguente. Le registrazioni sono avvenute in più studi musicali distribuiti tra Stati Uniti d'America e Canada. Nel novembre dello stesso anno, la rapper ha dichiarato che il progetto sarebbe stato «diverso dai precedenti lavori» chiarendo inoltre di aver semplicemente sperimentato il genere pop, ma di non volersi focalizzare su di esso.
Durante il processo di registrazione, la cantante ha prodotto due canzoni ispirate alla cantautrice irlandese Enya affermando che esse possiedono una «certa ariosità» simile al suono di Enya. Skylar Grey ha prodotto una versione demo di Bed of Lies alla quale Nicki ha aggiunto della musica scritta da sé. Per la produzione dell'album si è affidata a svariati produttori e compositori, come  i sopracitati Dr. Luke e Boi-1da, Ester Dean e Detail.
Nel settembre dell'anno successivo, Nicki ha dichiarato che l'album era «il suo miglior progetto realizzato» e che, essendo cresciuta molto come cantautrice, è riuscita ad affrontare tematiche per le quali provava disagio in passato.

## La copertina e il titolo
Il 12 febbraio 2014, durante la première del singolo Lookin Ass e del suo video musicale, è stato confermato il titolo ufficiale dell'album, ovvero The Pinkprint. Il titolo fa riferimento all'album The Blueprint del rapper e amico della Minaj Jay Z; infatti, nel corso di un'intervista con la rivista Complex, a Minaj è stato posta una domanda proprio su questo argomento, ed ha affermato:
Il 2 novembre 2014, Minaj ha rivalto la copertina dell'album, che è stata creata dallo studio di design di Joe Perez, che in precedenza aveva lavorato anche per Lil Wayne e 2 Chainz. Si tratta di un'impronta digitale di colore rosa splatter posta al centro di uno sfondo nero nella versione standard e uno sfondo bianco in quella deluxe. Il 1º dicembre 2014 la lista tracce è stato rivelata al pubblico e vennero confermate le collaborazioni con Ariana Grande, Beyoncé, Drake, Lil Wayne, Chris Brown, Soulja Boy, Jeremih, Meek Mill e Skylar Grey.

## Promozione

### Singoli
La Minaj ha annunciato Pills n Potions, come il singolo apri-dell'album durante gli annuali Billboard Music Awards il 18 maggio 2014. Il singolo è stato pubblicato il 21 maggio seguente e ha raggiunto la posizione numero 24 della Billboard Hot 100 negli Stati Uniti.
Anaconda è stato pubblicato come secondo singolo estratto dall'album il 4 agosto 2014. La canzone ha raggiunto la posizione numero due della Billboard Hot 100 riuscendo così a diventare il suo singolo con la più alta posizione raggiunta in questa classifica all'epoca e la prima nella classifica delle canzoni di genere R&B/hip-hop. Inoltre il videoclip di Anaconda strappò il record di Vevo precedentemente detenuto da Wrecking Ball di Miley Cyrus con 19 600 000 visualizzazioni ottenute nelle prime 24 ore della sua pubblicazione.
Il 26 ottobre 2014, Minaj ha rivelato la copertina per il terzo singolo Only, eseguito in collaborazione di Drake, Lil Wayne e Chris Brown. La canzone è stata pubblicata due giorni più tardi come singolo esclusivamente destinato al mercato statunitense e ha raggiunto la posizione numero dodici nella Billboard Hot 100.
La Minaj ha poi pubblicato il quarto singolo statunitense e terzo a livello internazionale Bed of Lies, insieme alla cantautrice Skylar Grey, esibendolo per la prima volta agli MTV Europe Music Awards del 9 novembre per poi pubblicarlo sulla piattaforma iTunes il 16 novembre. Il singolo ha raggiunto la posizione numero 62 della Billiboard Hot 100.
Il 3 dicembre viene distribuito il singolo promozionale All Things Go, il quale è arrivato alla posizione numero 115 della classifica statunitense.
I singoli Feeling Myself (con Beyoncé) e Truffle Butter (con Drake e Lil Wayne) vengono pubblicati a gennaio 2015, arrivando rispettivamente nelle posizioni 39 e 14 della Hot 100, oltre che entrare nelle classifiche canadese, britannica, francese e belga.
Il 14 aprile viene messo in commercio nel mercato internazionale il singolo pop-rap The Night Is Still Young, il quale ha raggiunto la posizione numero 31 della Hot 100. Ha riscosso un buon successo commerciale negli Stati Uniti, dove è stato certificato disco di platino.
Il 3 giugno Jeremih ha fatto sapere che Favorite sarebbe stato pubblicato come ottavo singolo ufficiale, brano che appunto vede la sua partecipazione. La pubblicazione della canzone è stata tuttavia annullata e la scelta è alla fine ricaduta su Trini Dem Girls. Il singolo, che vede la partecipazione di LunchMoney Lewis, sarebbe dovuto esser mandato in rotazione radiofonica negli Stati Uniti a partire dal 1º settembre successivo, ma anche in questo caso la pubblicazione venne annullata.

### Tour
Nell'agosto 2014, durante la promozione del suo singolo Anaconda, Minaj discusse per la prima volta circa la volontà di promuovere l'album attraverso un tour. A tal proposito, Minaj dichiarò: 
Durante la cerimonia degli MTV Europe Music Awards 2014, che la Minaj ha presentato, la rapper ha ribadito che avrebbe intrapreso un tour dopo essersi esibita sulle note dei singoli Super Bass, Bed of Lies e Anaconda e dopo aver accettato il premio nella categoria di miglior artista hip-hop.
L'8 dicembre 2014, tre giorni dopo aver ricevuto le due nomination ai Grammy Awards 2015 e una settimana prima dell'uscita del terzo album, il tour è stato ufficialmente annunciato con 17 date in programma in tutta Europa nella primavera dell'anno successivo. L'annuncio del tour ha anche rivelato che il cantante R&B Trey Songz sarebbe stato l'artista di apertura nella tappa europea del tour al fine di sostenere il suo sesto album in studio, Trigga.

### Edizioni per il decimo anniversario
Nel novembre 2024, in occasione del decimo anniversario dalla pubblicazione dell'album, vengono rese disponibili due nuove edizioni per l'album. La prima, disponibile in formato digitale e streaming, contiene quattro tracce aggiuntive con la collaborazione di Juice Wrld, Swae Lee, David Guetta, Davido e Parker Ighile. La seconda versione ha visto l'album essere commercializzato per la prima volta in edizione vinile.

## Tracce
1. All Things Go – 4:53 (Ester Dean, Anderson Hernandez, Onika Maraj, Allen Ritter, Matthew Samuels)
2. I Lied – 5:04 (M. Bell, Ester Dean, Onika Maraj, Michael Williams)
3. The Crying Game – 4:25 (Warren Felder, Onika Maraj, Steve Mostyn, Andrew "Pop" Wansel, Jessie Ware)
4. Get On Your Knees (feat. Ariana Grande) – 3:36 (Chloe Angelides, Lukasz Gottwald, Jacob Kasher Hindlin, Sarah Hudson, Onika Maraj, Rebecca Schoichet, Katy Perry, Henry Walter)
5. Feeling Myself (feat. Beyoncé) – 3:57 (Chauncey Hollis, Beyoncé Knowles, Onika Maraj, Solana Rowe)
6. Only (feat. Drake, Lil Wayne & Chris Brown) – 5:12 (Lil Wayne, Jeremy Coleman, Lukasz Gottwald, Aubrey Graham, Onika Maraj, Theron Thomas, Timothy Thomas, Henry Walter)
7. Want Some More – 3:49 (Xavier Dotson, Jeremih Felton, Onika Maraj, Christian Ward, Leland Wayne)
8. Four Door Aventador – 3:02 (Parker Ighile, Onika Maraj, Asabe Ighile)
9. Favorite (feat. Jeremih) – 4:02 (Jeremih Felton, Rob Holladay, Darhyl "DJ" Camper Jr., Onika Maraj, Christian Ward, Robert Williams)
10. Buy a Heart (feat. Meek Mill) – 4:15 (Onika Maraj, Christian Ward, Robert Williams, Armond Redmen)
11. Trini Dem Girls (feat. Lunchmoney Lewis) – 3:14 (Jeremy Coleman, Lukasz Gottwald, Jacob Kasher Hindlin, Gamal Lewis, Onika Maraj, Theron Thomas, Alexander Castillo Vasquez, Henry Walter)
12. Anaconda – 4:21 (Ernest Clark, Jamal Jones, Onika Maraj, Marcos Palacios, Anthony Ray, Jonathan Solone-Myvett)
13. The Night Is Still Young – 3:47 (Ester Dean, Lukasz Gottwald, Onika Maraj, Theron Thomas, Henry Walter)
14. Pills N Potions – 4:27 (Ester Dean, Lukasz Gottwald, Onika Maraj, Henry Walter)
15. Bed of Lies (feat. Skylar Grey) – 4:29 (Jeremy Coleman, Justin Davey, Alexander Grant, Holly Haffermann, Breyan Stanley Isaac, Daniel Johnson, Onika Maraj, Vinay Vyas)
16. Grand Piano – 4:19 (William Adams, Ester Dean, Keith Harris, Daniel Johnson, Peter Lord, Onika Maraj)

Tracce bonus nell'edizione deluxe
1. Big Daddy (feat. Meek Mill) – 3:19 (Onika Maraj, Michael Williams, Ronald "Cardo" LaTour, Johnny Juliano, Daveon Jackson, Brock Korsan)
2. Shanghai – 3:40 (Onika Maraj, Robert V Sample, Steven Pugh, Irvin Whitlow, Deshawn Kennedy, Christian Ward)
3. Win Again – 4:10 (Onika Maraj, Shama "Sak Pase" Joseph, Lasanna Harris)
4. Truffle Butter (feat. Drake & Lil Wayne) – 3:39 (Onika Maraj, Aubrey Graham, Dwayne Carter, Christopher Brown, Paul Jefferies, Maya Jane Coles)
5. Mona Lisa – 3:28 (Onika Maraj, Noel Fisher, Andre Proctor)
6. Put You In A Room – 2:59 (Onika Maraj, Andre Proctor, Rasool Diaz, Brian "The Order" Soko, Noel Fisher)
7. Wamables – 3:13 (Onika Maraj, Andre Proctor, Rasool Diaz, Brian Soko, Noel Fisher, Francisco Ramirez)

Tracce bonus nella riedizione digitale e streaming per il decimo anniversario
1. Turn Yo Cap Back (feat. Swae Lee) – 3:01
2. If It's Okay (feat. David Guetta e Davido) – 3:44
3. Arctic Tundra (feat. Juice Wrld) – 4:29
4. Remember Me (feat. Parker Ighile) – 2:56

## Successo commerciale
L'album ha debuttato alla numero due della classifica statunitense Billboard 200 con una prima settimana di vendita pari a 244 000 unità complessive (198 000 in copie pure), dietro a 1989 di Taylor Swift, che stava trascorrendo la sua sesta settimana in vetta. Il suo successo ha segnato il secondo più alto debutto di un album nella sua prima settimana di vendita da parte di un'artista femminile del 2014, così come il secondo più alto debutto di vendite nella prima settimana di un rapper del 2014. Nella sua seconda settimana, l'album si è mantenuto alla numero due aggiungendo una vendita di ulteriori 156 000 unità. Ha mantenuto la stessa posizione per tre settimane prima di calare al terzo posto.
Nel 2015 ha occupato il settimo posto relativo agli album più venduti nella classifica di fine anno redatta da Billboard, mentre il 10 febbraio 2016 è stato ufficialmente certificato doppio disco di platino dalla Recording Industry Association of America per aver superato la soglia delle due milioni di unità negli Stati Uniti.

## Classifiche

### Classifiche settimanali
| Classifica (2014-15) | Posizione massima |
| -------------------- | ----------------- |
| Australia            | 19                |
| Belgio (Fiandre)     | 46                |
| Belgio (Vallonia)    | 87                |
| Canada               | 6                 |
| Danimarca            | 21                |
| Finlandia            | 18                |
| Francia              | 70                |
| Germania             | 69                |
| Giappone             | 43                |
| Irlanda              | 31                |
| Italia               | 100               |
| Norvegia             | 3                 |
| Nuova Zelanda        | 21                |
| Paesi Bassi          | 32                |
| Regno Unito          | 22                |
| Spagna               | 76                |
| Stati Uniti          | 2                 |
| Svezia               | 8                 |
| Svizzera             | 39                |

### Classifiche di fine anno
| Classifica (2015) | Posizione |
| ----------------- | --------- |
| Canada            | 41        |
| Stati Uniti       | 7         |